# Дацзибао

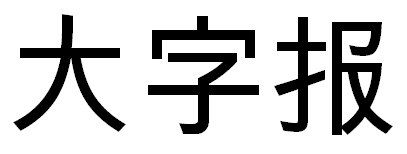
Дацзибао. Китай.

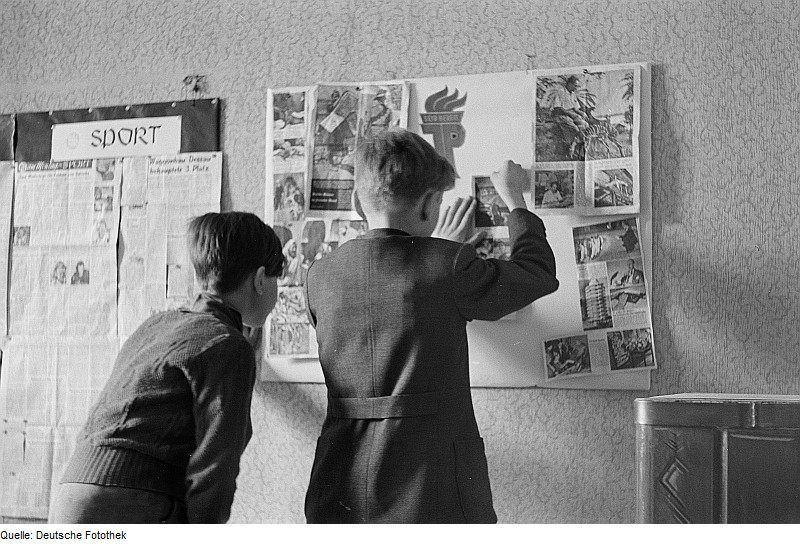
Два юних піонери біля дошки стіннівок, 1950. Німеччина.

Дацзибао (кит. трад. 大字報, спр. 大字报, піньїнь dàzìbào кит.,букв. — газета великих ієрогліфів) — рукописні стінні газети в Китаї, що широко використовувалися як одна з форм політичної агітації.
Право на написання дацзибао дала конституція КНР 1975 року.
Широке розповсюдження дацзибао отримали під час так званої культурної революції, після того, як 25 травня 1966 аспірантка Пекінського університету Не Юаньцзи та ін. студенти і аспіранти вивісили дацзибао, де ректор університету і інші викладачі були названі «чорними антипартійними бандитами». Мао Цзедун назвав цю дацзибао «першою марксистською дацзибао в Китаї». Це послужило початком масових переслідувань «ревізіоністів» і «бандитів».